# Agrilus mogadoricus
Agrilus mogadoricus es una especie de insecto del género Agrilus, familia Buprestidae, orden Coleoptera.
Fue descrita científicamente por Escalera, 1914.